# Альмогера
Альмогера (ісп. Almoguera) — муніципалітет в Іспанії, у складі автономної спільноти Кастилія-Ла-Манча, у провінції Гвадалахара. Населення — 1492 особи (2010).
Муніципалітет розташований на відстані близько 65 км на схід від Мадрида, 40 км на південний схід від Гвадалахари.
На території муніципалітету розташовані такі населені пункти: (дані про населення за 2010 рік)
- Альмогера: 1433 особи
- Вальдеорменья: 59 осіб

## Демографія
Динаміка населення (INE ):

## Галерея зображень

Розташування муніципалітету у провінції Гвадалахара